# Фудзімура Томомі
Фудзімура Томомі (яп. 藤村 智美; нар. 30 липня 1971, Хіого, Японія) — японська футболістка, захисниця, виступала в збірній Японії.

## Клубна кар'єра
Фудзімура народилася 30 травня 1978 року в префектурі Хіого. Після завершення навчання в школі виступала в клубах «Іга Кунойкі» (1997—2005) та «ІНАК Кобе Леонесса» (2006–2009). У сезоні 2011 року потрапила до Найкращої 11-и чемпіонату Японії. 

## Кар'єра в збірній
Дебютувала у збірній Японії (у 19-річному віці) 15 червня 1997 року в поєдинку проти Китаю. Виступала на чемпіонатах Азії 1999 та 2001 року. З 1996 по 2001 рік зіграла 20 матчів у футболці збірної Японії, відзначилася 1 голом.

## Статистика виступів у збірній
| жіноча національна збірна Японії | жіноча національна збірна Японії | жіноча національна збірна Японії |
| Рік                              | Матчі                            | Голи                             |
| -------------------------------- | -------------------------------- | -------------------------------- |
| 1997                             | 1                                | 0                                |
| 1998                             | 0                                | 0                                |
| 1999                             | 6                                | 0                                |
| 2000                             | 6                                | 0                                |
| 2001                             | 4                                | 1                                |
| 2002                             | 3                                | 0                                |
| Загалом                          | 20                               | 1                                |